# Кришьянис Валдемарс (ледокол)
«Кришьянис Валдемарс» (латыш.  Krišjānis Valdemārs) — морской ледокол, принадлежавший Морскому департаменту Министерства торговли и промышленности Латвийской Республики (1926—1941). Он был предназначен для освобождения судоходных путей ото льда в замерзающем Рижском порту, но также использовался для сопровождения президента и членов правительства во время зарубежных визитов. Его грузоподъёмность составляла 1932 брутто регистровые тонны, длина — 60 метров, ширина — 17 метров, осадка — 6,7 метра, мощность — 5200 л. с. Максимальная скорость корабля на открытой воде составляла 14,4 узла, на твёрдом гладком льду — 3 узла.

## История
Корабль строился на верфи в Глазго с 1924 по 1925 год по заказу Латвийского государства. Ледоколу было присвоено имя Кришьяниса Валдемарса (1825—1891), выступавшего за морское развитие Латвии. В первый рейс из Рижского порта «Кришьянис Валдемарс» отправился 13 января 1926 года. Первым капитаном ледокола был Карлис Церпе (1875—1931), после его смерти капитанами были Фрицис Вейднерс (1883—1942) и Петерис Мауритис (1887-?).
После вхождения Латвии в состав СССР в 1940 году судно было национализировано. 22 июня 1941 года ледокол мобилизован в состав КБФ, вооружён тремя 45-мм пушками 21-К.
28 августа во время Таллиннского перехода следовал в составе конвоя № 1, имея на борту эвакуируемых сотрудников политорганов КБФ, в районе острова Мохни во время налёта группы вражеских бомбардировщиков вышел из протраленной полосы, подорвался на мине и затонул.

## В поисках крушения
В 2011 году эстонскому подводному археологу Велло Масаму удалось идентифицировать обломки затонувшего ледокола «Кришьянис Валдемарс» при съёмке с подводной лодки в Финском заливе вокруг острова Мохни у мыса Юминда на глубине около 100 метров.